# Ronneburg (Turingia)
Ronneburg è una città di 4 949 abitanti della Turingia, in Germania. Appartiene al circondario di Greiz.